# 부하아인
부하아인(베트남어: Vũ Hà Anh, 1982년 4월 10일 ~ )은 베트남의 가수, 모델이다. 2010년에 방송된 《도전! 슈퍼모델 베트남》(Vietnam's Next Top Model)에서 심사위원을 맡았다.